# Paravibrissina argentifera
Paravibrissina argentifera är en tvåvingeart som beskrevs av Hiroshi Shima och Takuji Tachi 2008. Paravibrissina argentifera ingår i släktet Paravibrissina och familjen parasitflugor. Inga underarter finns listade i Catalogue of Life.